# Grant Williams (acteur)
Pour les articles homonymes, voir Grant Williams et Williams.
Grant Williams est un acteur américain, né le 18 août 1931 à New York (États-Unis), et mort le 25 juillet 1985 à Los Angeles, en Californie. Il est connu pour avoir incarné le personnage de Scott Carey dans le film de Jack Arnold, L'Homme qui rétrécit.

## Biographie
Il fut élevé dans les valeurs familiales et dans le respect de la famille par un père très autoritaire et une mère des plus douce. Après des études à l'université, il décide de s'engager dans l'armée de l'air et servira de nombreuses années.
Après son temps passé sous les drapeaux, il décide de rentrer à New York où il commence activement à chercher du travail, mais il fera la connaissance de Lee Strasberg qui dirige une école d'art dramatique et s'intéresse à cette nouvelle vie.
Il débute par le chant, puis accepte de petits rôles au cinéma et enchainera avec le théâtre, très bon exercice qui lui permettre d'apprendre son métier.
Ses vrais débuts sont dans le western de Jack Arnold, Crépuscule sanglant, en 1956 aux côtés de Rory Calhoun et Dean Jagger. 
Il sera aussi dans le film de guerre de Joseph Pevney, Brisants humains, toujours en 1956, aux côtés cette fois-ci de Jeff Chandler. 
Grant williams est mort prématurément.

## Filmographie
- 1956 : Crépuscule sanglant : Chet Swann
- 1956 : Brisants humains (Away All Boats) : Lt. Steve Sherwood
- 1956 : Faux-monnayeurs (Outside the Law) : Don Kastner
- 1956 : Les Dernières Heures d'un bandit (en) (Showdown at Abilene) de Charles F. Haas : Chip Tomlin
- 1956 : Écrit sur du vent (Written on the Wind) : Biff Miley (employé de la station-service)
- 1957 : Four Girls in Town : Spencer Farrington Jr.
- 1957 : L’Homme qui rétrécit (The Incredible Shrinking Man) : Scott Carey
- 1957 : La Cité pétrifiée (The Monolith Monsters) de John Sherwood : Dave Miller
- 1959 : Lone Texan : Greg Banister
- 1960 : 13 Fighting Men : Forrest
- 1960 : La Femme sangsue (The Leech Woman) : Neil Foster
- 1959 : Intrigues à Hawaï (Hawaiian Eye) (série TV) : Greg MacKenzie (unknown episodes, 1960-1963)
- 1961 : Cet enfant est mien (Susan Slade) de Delmer Daves : Conn White
- 1962 : The Couch : Charles Campbell
- 1963 : Patrouilleur 109 (PT 109) de Leslie H. Martinson : Lt., Alvin Cluster
- 1971 : How's Your Love Life? : Paul Miller
- 1972 : The Doomsday Machine : Maj. Kurt Mason
- 1972 : Brain of Blood (en) d'Al Adamson : Dr. Robert Nigserian